# 관상동맥

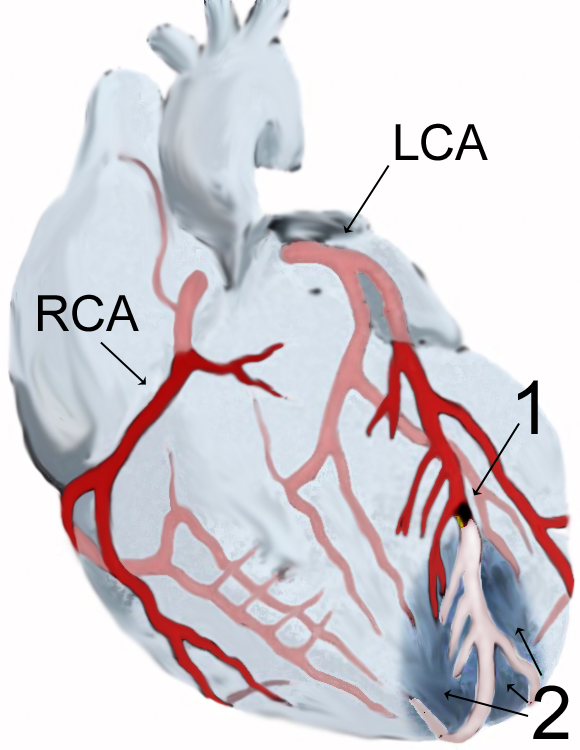
좌관상동맥(LCA)와 우관상동맥 (RCA)

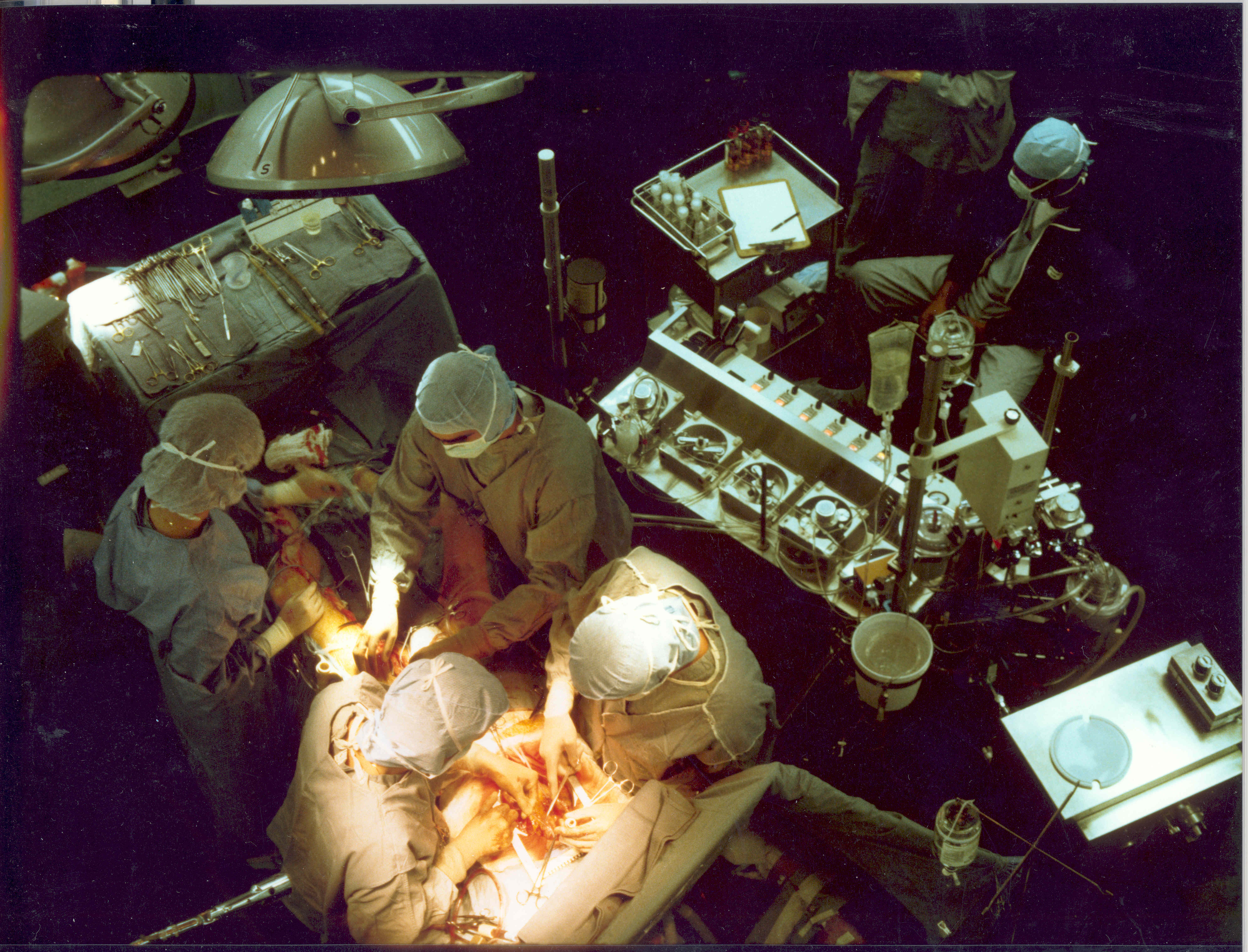
관상동맥 우회 수술중인 수술방

관상동맥(冠狀動脈, 영어: coronary arteries)은 심장의 근육(심근)에 혈류를 공급하는 동맥들을 말한다. 심장 동맥이라고도 한다.
심장은 온몸에 피를 보내는 펌프로 인체에서 심장에 의해 피를 공급받지 않는 기관이나 조직은 없으며, 심장 자체도 예외가 아니다. 관상동맥은 심장이 필요로 하는 피를 공급하는 동맥과 그 가지들을 지칭하는 말이다. 관상동맥은 대동맥의 기시부에서 좌우 두갈래로 분지하며 심장 전체를 둘러싸는데, 둘러싸는 모양이 관(冠)과 같다 하여 관상동맥이라 불린다. 관상동맥은 대동맥, 오른관상동맥(RCA)과 왼관상동맥(LCA) 총 3가지로 나뉜다. 그리고 왼관상동맥은 왼앞내림동맥(LAD)과 휘돌이가지(LCx)로 나누어진다.
관상동맥의 동맥경화는 관상동맥질환이라 불리며 협심증과 심근경색의 원인이 된다.

## 같이 보기
- 왼관상동맥
- 오른관상동맥
- 심장
- 심장학
- 관상동맥질환
- 협심증